# Rickettsia
Rickettsia is een geslacht van bacteriën die lijken op gramnegatieve bacteriën maar worden daar niet onder geclassificeerd. Ze zijn niet sporevormende, zeer veelvormige (polymorfe) bacteriën die kunnen worden waargenomen als kokken (0,1 μm), staafjes (1-4 μm) of draden (10 μm).
Volgens de endosymbiontentheorie zijn de in alle eukaryote cellen voorkomende mitochondria verwant aan Rickettsia.

## Parasieten
Rickettsia-soorten zijn obligaat intracellulaire parasieten die zich alleen in het cytoplasma van eukaryote gastheercellen (meestal endotheelcellen) kunnen handhaven en vermenigvuldigen.
Rickettsia-soorten kunnen bij de mens een aantal ziekten veroorzaken, zoals vlektyfus (door Rickettsia prowazekii, Rickettsia typhi en Rickettsia felis), Rocky Mountain spotted fever (door R. rickettsii), Afrikaanse tekenkoorts (door R. africae), de ziekte van Brill-Zinsser (door R. prozawekii) en 'fièvre boutonneuse' (door R. conorii). De meeste Rickettsia-soorten zijn gevoelig voor tetracycline-antibiotica.
Ook bij planten komen door Rickettsia veroorzaakte ziekten voor.